# 藤田咲
藤田 咲（ふじた さき、1984年10月19日 - ）は、日本の女性声優。所属事務所はアーツビジョン。本名・旧芸名：藤田 咲子（ふじた さきこ）。東京都出身。

## 来歴
小学生の頃から漫画が好きで、アニメもドラマと同じくらい観ており、職業としての声優を意識するようになっていったという。しかしその時は花屋になりたい、アイスクリーム屋になりたいという夢の職業だったため、固執していたわけではなかったという。
中学3年生の時に友人とONE PIECEの映画を見に行った時、偶然同時上映されていた『デジモンアドベンチャー ぼくらのウォーゲーム!』を見て感動し、テレビシリーズは既に最終回が近いと聞いてレンタルビデオで第1話から視聴した。デジモンのゲームの為にワンダースワンを購入する程にハマり、「デジタルワールドに行きたい」という思いが声優を目指すきっかけとなった。2016年3月17日発売の『デジモンワールド -next 0rder-』の女性主人公「シキ」役に決まった事で夢が叶った。
2003年4月、日本ナレーション演技研究所に入所。同年10月、ポニーキャニオン主催の「VOICE ARTIST&SINGER AUDITION『VSオーディション2003』」決勝大会において審査員特別賞を受賞。翌年4月より2006年7月まで『アニメTV』にて「声優志望の大学生」として佐藤奏美とともに同番組2代目のリポーターを務める。2005年には、テレビアニメ『SPEED GRAPHER』のヒロイン・天王洲神楽役のオーディションに最終選考まで残るも落選している。
2005年9月に本名の藤田咲子から藤田咲の芸名に改名。2006年は『つよきす Cool×Sweet』で初めてのメインキャスト蟹沢きぬ役を担当する。
2007年3月、大学を卒業。同年8月、人工的に人声ボーカルを作り上げる歌声合成ソフト『VOCALOID2』の日本語、女性版「初音ミク」の声を担当した。
2008年9月24日、シングル『Crystal Quartz』で歌手デビュー。その後、日本ナレーション演技研究所を卒業、正式にアーツビジョン所属となった。

## 人物
愛称は「さっきぃ」や「咲ちゃん」、「咲姉（サキ姉）」、「にゃひん」、「アツ姫」、「サキンヌ」などいくつか存在している。
親しい声優として加藤英美里、福原香織、牧野由依、大坪由佳、下田麻美、三上枝織、吉田有里、高橋美佳子、福圓美里などがいる。
2006年8月22日から自身のブログ「藤田咲の電子庭園☆〜さっきぃのおはなばたけ〜」を始めた。ブログの内容は各カテゴリで分類されているが、「お空」という空の写真を集めたものがあるなど独自色は強い。
特技は書道。2007年1月、自身のブログに今年の一字や抱負を毛筆で書いた字を披露。
血液型に関しては2015年現在も不明のままである。
普段は裸眼であるが、時々眼鏡を使う。2008年12月20日の本人のブログで公開されたが、この時は普段のメガネ姿ではなく宴会のゲームでかけたメガネであった。
野球観戦が好きで、福岡ソフトバンクホークスのファン。元々一家で野球好きであり、母が読売ジャイアンツのファンで父は西日本出身であるが特に好きな球団はなかった。しかし結婚生活が続くにつれて父が阪神タイガースを応援するようになり、家庭内が殺伐とした中で咲自身はパ・リーグの球団を模索するようになり、当時の福岡ダイエーホークスを応援するようになった。
GARNET CROWの大ファンである。解散発表後にニコニコ動画で報じられた番組へ、同じくファンであるAKB48の佐藤すみれとともに出演した。
自身も出演している『艦隊これくしょん -艦これ-』のプレイヤー「さっきぃ提督」としても知られており、イベント海域では毎回、最高の難易度の「甲作戦」を選択してクリアしている程やりこんでおり、自身のブログで毎回報告しているほか、艦これ運営スタッフの公式ツイッターでも度々言及される。
2017年放送開始の『キラキラ☆プリキュアアラモード』では琴爪ゆかり（キュアマカロン）役で出演。自身3度目のオーディションで起用となった。前々作である『Go!プリンセスプリキュア』ではチエリ（先代キュアフローラ）役で出演しており、ブログにおいて同作品の打ち上げに参加した際にプリキュア役を演じた声優達の挨拶を聞いて、一年間本当に幸せで大切な時間を過ごしていたのだと実感し、「シリーズを通してプリキュアを任せていただけるような声優に絶対なる」と心に決め、マネージャーがスケジュールを調整して二人三脚で一緒につかめた役であると語っている。
2021年8月1日、Twitterアカウントを開設した。

## 出演
太字はメインキャラクター。

### テレビアニメ
2005年
- あかほり外道アワーらぶげ（メイド）
- SHUFFLE!（女子生徒）
- SPEED GRAPHER（国分寺こずえ）
- はっぴぃセブン 〜ざ・テレビまんが〜（佐々木トモミ 他）

2006年
- つよきす Cool×Sweet（蟹沢きぬ）
- ときめきメモリアル Only Love（弥生水奈）
- 吉永さん家のガーゴイル（片桐桃、あんかけのリム）

2007年
- おおきく振りかぶって
- がくえんゆーとぴあ まなびストレート!（小鳥桃葉）
- 結界師（操）
- しましまとらのしまじろう（まるみ）
- 素敵探偵ラビリンス（女子生徒、客室乗務員）
- ナイトウィザード The ANIMATION（オペレーター）
- BLEACH（大前田希代、少女）

2008年
- 仮面のメイドガイ（リズ〈エリザベス・K・ストロベリーフィールド〉）
- 俗・さよなら絶望先生（初音ミク）
- BLUE DRAGON 天界の七竜（マリ）
- 夜桜四重奏 〜ヨザクラカルテット〜（2008年 - 2013年、七海アオ） - 2シリーズ

2009年
- 鋼殻のレギオス（ミュンファ・ルファ）
- 真マジンガー 衝撃! Z編（ローレライ・ハインリッヒ）
- 地獄少女 三鼎（こずえ）
- そらのおとしもの（2009年 - 2010年、トモ子） - 2シリーズ

2010年
- Angel Beats!（ひとみ）
- おおかみかくし（九澄マナ）
- しまじろう ヘソカ（マツコ）
- 閃光のナイトレイド（風蘭）
- デュラララ!!（2010年 - 2016年、聖辺ルリ） - 4シリーズ
- 伝説の勇者の伝説（ミルク・カラード）
- ロビンくんと100人のお友達（ベル）
- WORKING!!（2010年 - 2015年、伊波まひる） - 3シリーズ

2011年
- Aチャンネル（女生徒）
- SKET DANCE（花田山子、里中マリコ、チカ、ハルコ、大空宙太郎、女）
- バトルスピリッツ 覇王（巽キマリ）
- ゆるゆり（2011年 - 2015年、杉浦綾乃） - 3シリーズ + 特別編

2012年
- GON -ゴン-（クマリン、ペニー、フラミンゴ、子プレイリードッグ2）
- さんかれあ（メイド副長・夏川）
- ジュエルペット きら☆デコッ!（ドナドナ、コロン、サイ藤母、モブ女子B）
- 超速変形ジャイロゼッター（ハルカ）

2013年
- 蒼き鋼のアルペジオ -アルス・ノヴァ-（ヒュウガ）
- 君のいる町（枝葉懍）
- 殺し屋さん（父の仇女さん 他）
- 最強銀河 究極ゼロ 〜バトルスピリッツ〜（2013年 - 2014年、マジカルスター咲）、ショコラ）
- しまじろうのわお!（花の姫フフ）
- 進撃の巨人（2013年 - 2019年、ユミル） - 4シリーズ
- 世界でいちばん強くなりたい!（SDの実況）
- 探検ドリランド -1000年の真宝-（ティアラ）
- 波打際のむろみさん（乙姫）
- ポケットモンスター ベストウイッシュ シーズン2 エピソードN（バーベナ）
- 魔界王子 devils and realist（ジャンヌ）

2014年
- ガールフレンド（仮）（押井知）
- ガンダムビルドファイターズトライ（2014年 - 2016年、キジマ・シア） - 1シリーズ + 特別編
- 桜Trick（園田美月）
- ソードアート・オンラインII（スクルド）
- ドラゴンコレクション（ペンネッタ）
- ポケットモンスター XY（リム）
- 魔法戦争（熊谷蛍）
- 未確認で進行形（末続このは）
- ふうせんいぬティニー（カウィー）

2015年
- アイカツ!（中屋）
- 暗殺教室（2015年 - 2016年、律〈自律思考固定砲台〉、にせ律 / 尾長仁瀬） - 2シリーズ
- 艦隊これくしょん -艦これ-（赤城）
- ガンスリンガー ストラトス（ξ988）
- Go!プリンセスプリキュア（チエリ / 先代キュアフローラ）
- 進撃!巨人中学校（ユミル）
- 放課後のプレアデス（ななこ、会長〈プレアデス星人〉）
- やはり俺の青春ラブコメはまちがっている。続（仲町千佳）
- 乱歩奇譚 Game of Laplace（ミナミ）
- ログ・ホライズン（ラスフィア）

2016年
- 坂本ですが?（田中さん）
- ダンガンロンパ3 -The End of 希望ヶ峰学園- 未来編 / 絶望編（忌村静子）
- NEW GAME!（2016年 - 2017年、山田、山田〈カメラマン〉、山田〈婦警〉、ムーンレンジャー2） - 2シリーズ
- ブレイブウィッチーズ（北郷章香）
- 魔装学園H×H （ラグルス）

2017年
- セイレン（高遠由貴恵）
- この素晴らしい世界に祝福を!2（アクシズ教徒、手相の女）
- キラキラ☆プリキュアアラモード（2017年 - 2018年、琴爪ゆかり / キュアマカロン）
- 武装少女マキャヴェリズム（キョーボー、エヴァ）
- 王様ゲーム The Animation（倉本綾）

2018年
- カードキャプターさくら クリアカード編（佐々木利佳）
- かみさまみならい ヒミツのここたま（カンナ）
- 新幹線変形ロボ シンカリオン（2018年 - 2019年、発音ミク）
- ポケットモンスター サン&ムーン（2018年 - 2019年、ピカーラ）
- HUGっと!プリキュア（琴爪ゆかり / キュアマカロン）
- CONCEPTION（フェミルナ、レオ）

2019年
- BORUTO-ボルト- NARUTO NEXT GENERATIONS（宵村レモン）
- スタンドマイヒーローズ PIECE OF TRUTH（女子アナ）

2020年
- はてな☆イリュージョン（ミシェル・リー）
- ＜Infinite Dendrogram＞-インフィニット・デンドログラム-（バルドル）

2021年
- Fairy蘭丸〜あなたの心お助けします〜（美々）
- もっと!まじめにふまじめ かいけつゾロリ（ラザリー / ロザリー、虫）
- 東京リベンジャーズ（レミ）
- 半妖の夜叉姫 弐の章（2021年 - 2022年、りおん）
- ふしぎ駄菓子屋 銭天堂（黒岩ゆずか )

2022年
- ぷちセカ（初音ミク） - Original CV
- 邪神ちゃんドロップキック シリーズ（初音ミク） - 2シリーズ
- おしりたんてい（2022年 - 2023年、あずき）
- BIRDIE WING -Golf Girls' Story-（2022年 - 2023年、早乙女イチナ） - 2シリーズ
- 「艦これ」いつかあの海で（2022年 - 2023年、山城、扶桑、雪風、涼月）
- アークナイツ【黎明前奏/PRELUDE TO DAWN】（ヤトウ）
- BLEACH 千年血戦篇（2022年 - 2023年、大前田希代） - 2シリーズ

2023年
- この素晴らしい世界に爆焔を!（さきべりー、アクシズ教徒）
- MIX MEISEI STORY 2ND SEASON 〜二度目の夏、空の向こうへ〜（カンナ）
- てんぷる（ミアの母親）
- ポケットモンスター（2023年 - 2025年、カーナ）

2024年
- 月刊モー想科学（アンリ）
- 声優ラジオのウラオモテ（成瀬珠里）
- しかのこのこのここしたんたん（虎視虎子）

2025年
- ンめねこ（初音ミク） - Original CV

### 劇場アニメ
2010年代
- 劇場版 そらのおとしもの 時計じかけの哀女神（2011年、トモ子）
- ジュエルペット スウィーツダンスプリンセス（2012年、ドナドナ、コロン次男）
- ドットハック セカイの向こうに（2012年、まことさん）
- 宇宙戦艦ヤマト2199 星巡る方舟（2014年、市川純）
- 劇場版 進撃の巨人（2014年 - 2018年、ユミル） - 3作品
- 劇場版 蒼き鋼のアルペジオ -アルス・ノヴァ- DC / Cadenza（2015年、ヒュウガ） - 2作品
- 劇場版 艦これ（2016年、赤城、時津風）
- プリキュアシリーズ（2017年 - 2023年、琴爪ゆかり / キュアマカロン） - 6作品
- LAIDBACKERS-レイドバッカーズ-（2019年、鷲ノ宮優子）
- バイオレンス・ボイジャー（2019年、よし子、さやか）
- 劇場版 新幹線変形ロボ シンカリオン 未来からきた神速のALFA-X（2019年、発音ミク）

2020年代
- 宇宙戦艦ヤマト2205 新たなる旅立ち（2021年、市川純）
- 劇場版プロジェクトセカイ 壊れたセカイと歌えないミク（2025年、初音ミク） - Original CV

### OVA
2008年
- やなせたかしメルヘン劇場 ごろごろごろたん（もぐたん）

2010年
- そらのおとしもの（トモ子）
- ひよ恋（律花）
- 魔法先生ネギま! 〜もうひとつの世界〜（アイシャ）
- 夜桜四重奏 〜ホシノウミ〜（七海アオ）

2011年
- Baby Princess 3Dぱらだいす0（ラブ）（氷柱）
- 迷elleオトコノ娘（白鐘玉梓）

2012年
- あいまい!萌えCanちぇんじ!（サーバAI&MI）

2013年
- 波打際のむろみさん（乙姫）※コミックス第9巻DVD付特装版
- 夜桜四重奏 〜ツキニナク〜（七海アオ ）※コミックス第14 - 16巻OAD付き限定版

2014年
- ゆるゆり なちゅやちゅみ!（杉浦綾乃）

### Webアニメ
- Paperman the Animation（2011年、ティナ）
- 放課後のプレアデス（2011年、ななこ[101]）
- サイクロプス少女さいぷ〜（2013年、藤咲りん[102]）
- ドラゴンクエストX 冒険者たちのきせき（2017年、妹[103]）
- 食べちゃったっていいのにな!（2018年、アイコ〈ミニトマト〉[104][105]）
- みにゆり（2019年、杉浦綾乃[106]）
- 魔神英雄伝ワタル 七魂の龍神丸（2020年、リーダー）
- Pokémon Evolutions（2021年、ジュピター）

### ゲーム
2005年
- おねがいナイショにしてね（藍原夕菜）

2007年
- ソルフェージュ（二条院琴美）
- まなびストレート!キラキラ☆Happy Festa!（小鳥桃葉）

2008年
- アヴァロンコード（ミーニャ）
- スカッとゴルフ パンヤ（ネギクラブセットを装備した際のクー）
- ソラユメ（進藤鈴菜）
- ソルフェージュ〜Sweet harmony〜（二条院琴美）
- 武装神姫 バトルロンド（戦闘機型 MMS 飛鳥〈あすか〉）
- Paperman（ティナ）

2009年
- アガレスト戦記ZERO（アリス）
- おおかみかくし（九澄マナ）
- おねがいナイショにしてねSS（藍原夕菜）
- 風色サーフ（ティーネ）
- 仮面のメイドガイ ボヨヨンバトルロワイアル（リズ〈エリザベス・K・ストロベリーフィールド〉）
- ギャラクシーエンジェルII 永劫回帰の刻（ユズ・イザヨイ）
- ソラユメ portable（進藤鈴菜）
- ソルフェージュ〜La finale〜（二条院琴美）
- ダテにガメついわけじゃねェ! 〜ダンジョンメーカー ガールズタイプ〜（リム）
- 初音ミク -Project DIVA-（初音ミク）
- らき☆すた ネットアイドル・マイスター（初音ミク）

2010年
- SDガンダム カプセルファイターオンライン（オペレーターTYPE C）
- カエル畑DEつかまえて☆彡（水城一陽）
- カエル畑DEつかまえて ポータブル（水城一陽）
- カエル畑DEつかまえて・夏 千木良参戦!（水城一陽）
- ソード・ワールド2.0リプレイ たのだん（レトア）
- ぱすてるチャイムContinue（コレット・ブラウゼ）
- 雅恋 〜MIYAKO〜（源頼子）

2011年
- THE IDOLM@STER 2（初音ミク） - PS3版・DLC追加キャラクター
- アイドルをつくろう（松葉ぼたん）
- カエル畑DEつかまえて・夏 千木良参戦! ぽーたぶる（水城一陽）
- クイーンズゲイト スパイラルカオス（ルーナ）
- グローランサーIV オーバーリローデッド（使い魔D-LN型）
- DUNAMIS15（仁和菓）
- ナノダイバー（レナ・オーンシュタイン）
- ノーラと刻の工房 霧の森の魔女（メロウ）
- 初音ミク -Project DIVA- extend（初音ミク）
- 武装神姫 BATTLE MASTERS Mk.2（飛鳥）※DLC追加キャラクター
- 雅恋 〜MIYAKO〜 月詠の夢（源頼子）
- ルーンファクトリー オーシャンズ（キルト、ロア）

2012年
- ガンスリンガー ストラトス（ξ988）
- ぎゃる☆がん（二ノ宮静香）※PS3版
- CONCEPTION 俺の子供を産んでくれ!（フェミルナ）
- 12時の鐘とシンデレラ〜Halloween Wedding〜（ロザリア＝スカーレット）
- ストリートファイター X 鉄拳（エレナ）
- 第2次スーパーロボット大戦Z 再世篇（ローレライ･ハインリッヒ / ドナウα1）
- テイルズ オブ イノセンス R（キュキュ・セレツネワ）
- 特殊報道部（村瀬知華）
- .hack//Versus（まことさん）
- 初音ミク and Future Stars Project mirai（初音ミク）
- 雅恋 〜MIYAKO〜 あわゆきのうたげ（源頼子）
- わグルま!（リリム）

2013年
- ガールフレンド（仮）（押井知）
- 艦隊これくしょん -艦これ-（2013年 - 2022年、扶桑、山城、赤城、陽炎、不知火、黒潮、雪風、時津風、涼月） - 3作品
- 限界凸騎 モンスターモンピース（カレン）
- 新・世界樹の迷宮 ミレニアムの少女（シララ）
- スーパーロボット大戦UX（フェイ・イェンHD）
- 超速変形ジャイロゼッター アルバロスの翼（ハルカ）
- 魔女と百騎兵（ラビリ・ラルラ・ラー、ミトン）
- 0時の鐘とシンデレラ〜Halloween Wedding〜（ロザリア＝スカーレット）

2014年
- ウルトラストリートファイターIV（エレナ）
- 82Hブロッサム（志筑透）
- 朧村正 大根義民一揆（お妙）
- ガンスリンガー ストラトス2（ξ988）
- 君のいる町（枝葉懍）
- クロノスタシア（ほりックマ、おさきまっクマ）
- 神撃のバハムート（ルビィ）
- ソラユメ（進藤鈴菜）※PS Vita版
- BREAK雀BURST（シルバークロウ）
- ボーダーランズ プリシークエル（スプリングス）
- 巫女の杜（白山未来）
- ロボットガールズZ ONLINE（ビューちゃん〈ビューナスA〉）

2015年
- ガールフレンド（仮） きみと過ごす夏休み（押井知）
- ぎゃる☆がん だぶるぴーす（二ノ宮静香）
- シューティングガール（毒島玲奈PSG-1、名郷千恵子Vz.61）
- クイズRPG 魔法使いと黒猫のウィズ（2015年 - 2024年、初音ミク、ヴィッキー・ワン / 桃花）
- スーパーロボット大戦BX（ローレライ・ハインリッヒ / ドナウα1）
- STELLA GLOW（ジゼル）
- デュラララ!! Relay（聖辺ルリ）
- BLAZBLUE CHRONOPHANTASMA EXTEND（カジュン＝ファイコット）
- ペルソナ4 ダンシング・オールナイト（初音ミク）
- リリーと魔神の物語（リリー）

2016年
- アルテイルクロニクル（アヴニール）
- 暗殺教室 アサシン育成計画!!（律〈自律思考固定砲台〉）
- ウチの姫さまがいちばんカワイイ（推理姫 ディディー・ホームズ）
- ガンスリンガー ストラトス3（ξ988）
- グランブルーファンタジー（アニシダ）
- 限界凸騎 モンスターモンピース NAKED（カレン）
- 進撃の巨人（ユミル）
- 閃乱カグラ NewWave Gバースト（芭蕉）
- デジモンワールド -next 0rder-（シキ）
- BLAZBLUE CENTRALFICTION（カジュン＝ファイコット）
- マギアコネクト（鬼灯朱莉）
- 勇者死す。（カマラ）
- 嫁コレ（ななこ）
- りりくる Rainbow Stage!!!（樋辻星良）

2017年
- IS 〈インフィニット・ストラトス〉 アーキタイプ・ブレイカー（ベルベット・ヘル）
- オルタンシア・サーガ -蒼の騎士団-（ソニア）
- 黒騎士と白の魔王（パラス）
- グルーヴコースター3EX ドリームパーティー（初音ミク）
- 閃乱カグラ PEACH BEACH SPLASH（芭蕉）※DLC追加キャラクター
- プリキュア つながるぱずるん（琴爪ゆかり / キュアマカロン）
- Pretty Plant（ララン）
- League of Angels II - リーグオブエンジェルズ2（プロテニア、フローラ、リズ）
- 太鼓の達人 セッションでドドンがドン！（初音ミク）
- アイドルタイムプリパラ（はつねミク）

2018年
- シノビマスター 閃乱カグラ NEW LINK（芭蕉）
- 進撃の巨人2（ユミル、主人公・女・タイプ4）
- テリアサーガ（マノ）
- グランドチェイス-次元の追跡者（ダークネフィリム、リディア）
- 世界樹の迷宮X
- P.E.T.S.アカデミア（ネム）
- 共闘ことばRPG コトダマン（発音ミク）

2019年
- CONCEPTION PLUS 俺の子供を産んでくれ!（フェルミナ）
- VARIABLE BARRICADE（東条ヒバリ）
- 蒼き鋼のアルペジオ -アルス・ノヴァ- Re:Birth（ヒュウガ）
- ガンダムブレイカーモバイル（コトモリ・レン）
- グルーヴコースター ワイワイパーティー!!!!（初音ミク）

2020年
- アークナイツ（2020年 - 2023年、ヤトウ）
- テイルズ オブ ザ レイズ（キュキュ・セレツネワ）
- きららファンタジア（2020年 - 2022年、園田美月）
- WAR OF THE VISIONS ファイナルファンタジー ブレイブエクスヴィアス 幻影戦争（ロレイラ）
- プロジェクトセカイ カラフルステージ! feat. 初音ミク（初音ミク）

2021年
- シャイニングニキ（アイ）
- Gate of Nightmares（アビゲイル）
- BLEACH -Brave Souls-（雨露柘榴、ピカロ）
- ブルーアーカイブ -Blue Archive-（初音ミク）

2022年
- Project DIVA MEGA39's（初音ミク）
- 東方ダンマクカグラ（永江衣玖）
- デュエル・マスターズ プレイス（キリコ）

2023年
- Muse Dash（初音ミク）

2024年
- ミストニアの翅望 -The Lost Delight-（妖精女王・ティア）

2025年
- 新月同行（千秋）
- ストリートファイター6（エレナ）※DLC追加キャラクター

### ドラマCD
時期不明
- ムシウタbug （夜森寧子 / “ねね”）

2006年
- ういうい♥days（倉持妙子）

2007年
- 咲-Saki- ドラマCD（西田順子）

2008年
- 胡鶴捕物帳（眼鏡屋の娘）
- ソルフェージュ ドラマCD『桜の苑へようこそ』（二条院琴美）
- ソルフェージュ ドラマCD season2『なつのおもいで』（二条院琴美）
- ソルフェージュ PSP版限定版付属ドラマCD『ビフォアー・クリスマスパーティー』（二条院琴美）
- 破天荒遊戯 ドラマCD 第1巻 断罪の緋き花よ咲け（女生徒B）
- 妄想少女オタク系（浅井留美）

2009年
- ソルフェージュ ドラマCD season3『ふゆのひとこま』（二条院琴美）
- ソルフェージュ〜La finale〜 Amazon特典ドラマCD『中秋の名月の下で』（二条院琴美）
- Dies＝Nova（主要人物）
- Broken-Chord（ノーマ）

2010年
- アクエリアンエイジ ドラマCD フェンリル編（ヨルムンガンド）
- セーラー服と重戦車（野口むつみ）
- わ!（菊川勇魚）

2011年
- とある魔術の禁書目録II アーカイブス1（グレンシア＝ベイリー）

2012年
- さんかれあ（メイド副長・夏川）※第5巻ドラマCD付限定版
- ドラマCD 初体験にオススメな彼女 〜夏休みにオススメな妹〜（桜あるみ）
- トリニティセブン 7人の魔書使い（風間レヴィ）
- 101番目の百物語（2012年 - 2015年、スナオ・ミレニアム） - 2作品
- ゆるゆり さくひま放送 ON AIR!（杉浦綾乃）※コミックス第9巻ドラマCD付き限定版

2013年
- 蒼き鋼のアルペジオ -アルス・ノヴァ- スペシャルCDドラマ メンタルモデルも電気羊の夢を見るのではないか?（ヒュウガ）※ヤングキングアワーズ 2014年2月号付録
- 艶漢 2（六口）
- かくれんぼ（女性CV）
- 君のいる町 ドラマCD「プレ・シーズン・ストーリー〜決意〜」（枝葉懍）
- 神曲奏界ポリフォニカ エイフォニック・ソングバード（ササオ・メイゼル）
- ぽちゃぽちゃ水泳部（乙姫さより）

2014年
- スターマイン（七海透）※コミック5巻ドラマCD付き特装版
- 百千さん家のあやかし王子（百千ひまり）

2015年
- りりくる - LIly LYric cyCLE - Vol.4〜6（樋辻星良）
- 最強銀河 究極ゼロ ～バトルスピリッツ～ ドラマCD（DVD-BOX特典）（ショコラ、マジカルスター咲、巽キマリ）

2016年
- ドラマCD りりくるVol.7『輝く!? スターの条件!』（樋辻星良）※初回限定版封入

2017年
- 劇的奇想音盤 艶漢（六口、花歩）
- ブレイブウィッチーズ 雁淵孝美中尉扶桑日誌 佐世保編（北郷章香）※BD&DVD 特別編特典

### 吹き替え

#### 映画
- ベルリン・クラッシュ（2004年、ジェニー）
- 残酷な出勤（2006年、ウンドン）
- スピーシーズXXX 寄生獣の甘い罠（2006年、クリスタル）
- 秘密 THE SECRET（2007年、サム）
- MIA -ミア-（2013年、ミア〈ソフィア・ブラック＝デリア〉）
- MONSTER モンスター（2014年、リジー・ボーデン〈クリスティーナ・リッチ〉）

#### テレビドラマ
- ドラゴン桜〈韓国版〉（2010年、キル・プリプ〈コ・アソン〉）

#### アニメ
- ジャングル・ジョージ ザ・シリーズ（2007年、マギー）
- ポーリー・ポケット（2012年、ポーリー）[203][204]
- アンダー・ザ・シー 〜ぼくたち海底王国パトロール隊〜（2020年、クリスティーン）

### デジタルコミック
- ストロボ・エッジ（2009年、典子）
- スイート☆ミッション（2009年、早川麻衣子）
- MOMO 終末庭園へようこそ（2009年、小田切夢）
- GANTZ（2011年、岸本恵）
- はぢがーる（2013年、らぶりん100号）
- 兄に愛されすぎて困ってます（2017年、橘せとか）

### ラジオ
※はインターネット配信。
- 智一・美樹のラジオビッグバン（2004年 - 2005年、文化放送）第4期BGP
- V-Kingdom（2006年、ラジオ大阪）
- らじおゆーとぴあ まなびストレート! 生徒会臨時放送（2007年、スタチャインターネットラジオ※）
- V-Kingdom（2007年、ラジオ大阪）
- ラジオどっとあい 藤田咲の咲（さく）っと!開花宣言!＼（＾・ω・＾）／（2007年、文化放送・BBQR※）
- 藤田咲のFormula Smile（2007年 - 2008年、アニメイトTV※）
- VOICE CREW（2008年 - 2009年、NACK5）20代目パーソナリティ
- 藤田咲の音がナル箱庭（2008年 - 2009年、i-revo※・KONAMI STATION※）
- 藤田咲・田村睦心のなんやかんや（2009年 - 2010年、ラジオ関西・超!A&G+※）
- 転ばぬ咲のtwo way（2010年 - 2011年、超!A&G+※）
- べびプリRadio ぱらだいす0[ラブ]（2011年、HiBiKi Radio Station※）
- 藤田さん、ラジオですよ〜（2011年 - 2012年、超!A&G+※）
- 藤田咲のふじP!（2014年、超!A&G+※）

### ラジオドラマ
- どらま de にじちぅ?（2006年、ゆり）
- 悠幻の学び舎〜いもうと学園〜（2008年、桃源みやび）

### ラジオCD
- 「咲らじ」DJCD「咲らじ－清澄高校麻雀部－疾風編」（2007年）ゲスト
- 藤田咲のFormula Smile 〜はじめてのDJCD〜（2007年）

### 朗読CD
- Sound Horizon『イドへ至る森へ至るイド』（2010年、エリーゼ 役）
- Sound Horizon『Märchen』（2010年、エリーゼ 役）
- Sound Horizon『Nein』（2015年）

### ナレーション
- 徳間書店『ハウルの動く城』関連書
- サンデープレゼント「世界笑いのツボ映像50連発SP」（2010年8月1日、テレビ朝日）
- トリハダ（秘）スクープ映像 超カワイイ動物 大集合（2010年8月28日、テレビ朝日）
- 飛び出せ!ワールドモニター（2010年9月24日、テレビ朝日）
- ごらく部な地球の歩き方 〜香港編〜（2012年6月17日）
- NHK高校講座 化学基礎（2016年、NHK Eテレ）

### テレビ番組
※はインターネット配信。
- Anime TV（2004年 - 2006年、2008年 - 2012年）リポーター、2代目パーソナリティ
- ラップスター咲（2010年、ニコニコ生放送※）

### CM
- SDガンダム Gジェネレーション スピリッツ 女性ver.
- 宇宙をかける少女 DVD第2巻 - 収録した声を初音ミク風に加工している
- 初音ミク ボカロ×ライブ
- 初音ミク and Future Stars Project mirai（ナレーション） - ニンテンドー3DS
- 初音ミク -Project DIVA- f 「150人で作ろう篇」（本人として出演）
- 艦隊これくしょん -艦これ- DVD/BD第3巻CM（山城、扶桑 役）
- LUX web CM[205]  まっすぐな私、はじめよう! (初音ミク ver.)

### パチスロ
- 残機尽きるまで私は戦う。（2011年、NOZOMI 役）
- ハイパー娘（2011年、ルナ 役）

### 映像商品
- 宝探し 〜至高のペルソナ〜 in マザー牧場（2012年）
- 暗殺教室 スペシャルイベント 祭りの時間（2016年）
- キラキラ☆プリキュアアラモードLIVE2017 スウィート☆デコレーション（2018年）

### プラネタリウム
- テントウムシの七つぼし（足立区ギャラクシティ）解説
- 地球は動いている～ガリレオが見つけた宇宙の神秘～（群馬県生涯学習センター）茜 役[206]
- ナナと一緒に大冒険！～星空の先の世界へ～（朝霞市中央公民館）奈菜 役[206]
- 名探偵夢水清志郎事件ノート 番外編 『天象館（プラネタリウム）の謎』（高崎市少年科学館）岩崎亜衣 役

### 朗読劇
- 朗読劇「瓶詰めの海は寝室でリュズタンの夢をうたった」〜トノキヨの夏休み〜（2024年9月29日、サンゴの姫[207]）

### その他コンテンツ
- FUJIMIオールスターズ 無料サービス企画『朗読ボイス』第9弾
- フィギュメーション「アキバちゃん」（ミルクちゃん）
- シュラキ（蛟龍真矢）
- バーチャル・シンガー「VOCALOID2 キャラクター・ボーカル・シリーズ 01」『初音ミク』
- PC-DARTSオリジナル効果音（スタンダード女性）
- インテル日本法人の秋葉原イベントに特別出演。初音ミクのデモ関連とトークショー
- 多摩六都科学館 プラネタリウムの番組。
- エポック社『プニっとやみつき！にゃウンド肉球』『やみつき触感！にゃウンド肉球』（にゃんこボイス）[208]
- エポック社『サウンド触感♪はみ「あん」たい焼き』（声の出演）
- バンダイ「棒ゲー（女性バージョン）」
- アニ店特急 2007年冬（ラジオゲスト/ラジオドラマに初音ミク役としても登場）
- ひぷほぷ（ラップスター咲、サキ）
- 特別展「誕生！ 中国文明」（子供用音声ガイド）
- まぜてよ★生ボイス（2009年、着ボイス）初音ミク、あいな、さら、みくる、ゆりあ 役
- Sound Horizon 7th Story Concert「Märchen 〜 キミが今笑っている、眩いその時代に… 〜」（エリーゼ）
- 札幌市電 雪ミク電車（車内アナウンス、2011年2月14日 - 3月11日）
- 残機尽きるまで私は戦う（NOZOMI）
- 恐竜王国2012（2012年7月21日 - 9月23日、於・幕張メッセ）・子供向け音声ガイド（少年）
- ゆるゆり 単行本第9巻・第10巻（ダジャレ提供）
- 幻想郷ミソギバライ（東風谷早苗）
- J-CREWプロジェクト『やっぱり海が好き』（海月七海）

## ディスコグラフィ

### シングル
|     | 発売日        | タイトル       | 規格品番 | オリコン最高位 |
| --- | ------------- | -------------- | -------- | -------------- |
| 1st | 2008年9月24日 | Crystal Quartz | GFCA-122 |                |

### タイアップ曲
| 楽曲                 | タイアップ                                                                         | 時期   |
| -------------------- | ---------------------------------------------------------------------------------- | ------ |
| Crystal Quartz       | ラジオ『藤田咲の音がナル箱庭』テーマソング                                         | 2008年 |
| そんな陽だまりの中で | ラジオ『悠幻の学び舎Radio いもうと学園!おにいちゃん時間だよっ!』エンディングテーマ | 2008年 |

### キャラクターソング
| 発売日   | 商品名 | 歌 | 楽曲 | 備考                                                                                   |
| 2006年   | 2006年 | 2006年 | 2006年                                                                                                   | 2006年                                                                                 |
| -------- | --- | --- | --- | -------------------------------------------------------------------------------------- |
| 8月23日  | つよきす〜Cool×Sweet〜コンプリートセレクション                                                                            | 蟹沢きぬ（藤田咲） | 「ミサイルレディ」                                                                                       | テレビアニメ『つよきす Cool×Sweet』関連曲                                              |
| 11月8日  | 奇跡のかけら | 天宮小百合（牧島有希）、春日つかさ（吉川友佳子）、弥生水奈（藤田咲） | 「奇跡のかけら」 「あなたへ」                                                                            | テレビアニメ『ときめきメモリアル Only Love』関連曲                                     |
| 2007年   | | | |                                                                                        |
| 1月1日   | まなびストレート!キャラクターミニアルバム 小鳥桃葉                                                                        | 小鳥桃葉（藤田咲） | 「ねむねむドキュメンタリイ」 「毎日がメリーゴーランド」                                                  | テレビアニメ『がくえんゆーとぴあ まなびストレート!』関連曲                             |
| 1月24日  | ときめきメモリアル〜Only Love〜 キャラクターシングル Vol.3 弥生水奈                                                       | 弥生水奈（藤田咲） | 「水平線の彼方で」 「ふたつぼし」                                                                        | テレビアニメ『ときめきメモリアル Only Love』関連曲                                     |
| 2月7日   | 秘密 | 天宮小百合（牧島有希）、春日つかさ（吉川友佳子）、弥生水奈（藤田咲） | 「秘密」 「真冬のヒマワリ」                                                                              | テレビアニメ『ときめきメモリアル Only Love』関連曲                                     |
| 2月21日  | がくえんゆーとぴあ まなびストレート! オリジナルサウンドトラック 聖桜生徒会 アンサンブル I                                 | 小鳥桃葉（藤田咲） | 「ねむねむドキュメンタリイ ねむいのにGet Up & Dance! Mix」 「毎日がメリーゴーランド Ultimate Mix」       | テレビアニメ『がくえんゆーとぴあ まなびストレート!』関連曲                             |
| 4月4日   | がくえんゆーとぴあ まなびストレート! キラキラ☆Happy Festa! 主題歌 ミラクルストレート!                                     | 天宮学美（堀江由衣）、稲森光香（野中藍）、上原むつき（井上麻里奈）、衛藤芽生（平野綾）、小鳥桃葉（藤田咲） | 「ミラクルストレート!」                                                                                  | ゲーム『がくえんゆーとぴあ まなびストレート! キラキラ☆Happy Festa!』関連曲             |
| 4月4日   | がくえんゆーとぴあ まなびストレート! キラキラ☆Happy Festa! 主題歌 ミラクルストレート!                                     | 小鳥桃葉（藤田咲） | 「夢・パノラマワイド （ももVersion）」                                                                   | ゲーム『がくえんゆーとぴあ まなびストレート! キラキラ☆Happy Festa!』関連曲             |
| 5月16日  | がくえんゆーとぴあ まなびストレート! オリジナルサウンドトラック 聖桜生徒会 アンサンブル II                                | 天宮学美（堀江由衣）、稲森光香（野中藍）、上原むつき（井上麻里奈）、衛藤芽生（平野綾）、小鳥桃葉（藤田咲） | 「A Happy Life （最終話ver.）」                                                                          | テレビアニメ『がくえんゆーとぴあ まなびストレート!』エンディングテーマ                 |
| 5月16日  | がくえんゆーとぴあ まなびストレート! オリジナルサウンドトラック 聖桜生徒会 アンサンブル II                                | 小鳥桃葉（藤田咲） / セリフ：天宮学美（堀江由衣）、稲森光香（野中藍）、上原むつき（井上麻里奈）、衛藤芽生（平野綾）                                                                                            | 「ニュース・Why・Mo・Mo」                                                                                | テレビアニメ『がくえんゆーとぴあ まなびストレート!』関連曲                             |
| 10月10日 | mst!SPECIAL CD | 天宮学美（堀江由衣）、稲森光香（野中藍）、上原むつき（井上麻里奈）、衛藤芽生（平野綾）、小鳥桃葉（藤田咲） | 「夢・パノラマワイド フルサイズVer.」                                                                    | ゲーム『がくえんゆーとぴあ まなびストレート! キラキラ☆Happy Festa!』エンディングテーマ |
| 2008年   | | | |                                                                                        |
| 1月23日  | ときめきメモリアル Only Love ベストアルバム 〜link to you〜                                                               | 天宮小百合（牧島有希）、春日つかさ（吉川友佳子）、弥生水奈（藤田咲） | 「奇跡のかけら 〜sparkle mix〜」 「秘密 〜dance-pop mix〜」                                              | テレビアニメ『ときめきメモリアル Only Love』関連曲                                     |
| 10月29日 | 「仮面のメイドガイ」キャラクターソング4 リズ                                                                              | リズ（藤田咲） | 「ラブポーションStrawberry」                                                                             | テレビアニメ『仮面のメイドガイ』関連曲                                                 |
| 12月18日 | ソルフェージュ〜sweet harmony〜 オリジナル楽曲集                                                                          | 二条院琴美（藤田咲） | 「you’re my dear」                                                                                       | ゲーム『ソルフェージュ〜sweet harmony〜』関連曲                                        |
| 2009年   | | | |                                                                                        |
| 8月12日  | ライフウィズアイドル2 -機械のカナリア- ボーカルサウンドトラック                                                           | 星沙樹（藤田咲） | 「私の歌」                                                                                               | ゲーム『ライフウィズアイドル2』関連曲                                                  |
| 12月29日 | そらのおとしもの エンディングテーマ・コレクション                                                                         | 桜井智樹（保志総一朗）、トモ子 （藤田咲） | 「チャンピオン」                                                                                         | テレビアニメ『そらのおとしもの』エンディングテーマ                                     |
| 2010年   | | | |                                                                                        |
| 3月10日  | そらのおとしもの キャラクター・ソング・アルバム〜そらの音楽祭〜                                                           | トモ子 （藤田咲） | 「反則メタモルフォーゼ」                                                                                 | テレビアニメ『そらのおとしもの』関連曲                                                 |
| 4月21日  | WORKING!! DVD第1巻特典CD SOMEONE ELSE                                                                                     | 種島ぽぷら（阿澄佳奈）、伊波まひる（藤田咲）、轟八千代（喜多村英梨） | 「SOMEONE ELSE」                                                                                         | テレビアニメ『WORKING!!』オープニングテーマ                                            |
| 8月25日  | WORKING!! DVD 第5巻特典CD オリジナルサウンドトラックCD Vol.2                                                              | 伊波まひる（藤田咲） | 「ゴールデン・デイ」                                                                                     | テレビアニメ『WORKING!!』エンディングテーマ                                            |
| 10月27日 | デュラララ!! DVD vol.9 特典CD サイケデリックドリームス VOL.02                                                             | 聖辺ルリ（藤田咲） | 「rain tears」                                                                                           | テレビアニメ『デュラララ!!』関連曲                                                     |
| 12月22日 | そらのおとしものf “今年も”エンディング・テーマ・コレクション                                                              | 桜井智樹（保志総一朗）、トモ子（藤田咲） | 「望郷の旅」                                                                                             | テレビアニメ『そらのおとしものf』エンディングテーマ                                    |
| 2011年   | | | |                                                                                        |
| 7月27日  | ぎゅっとBABY☆愛なんだBABY                                                                                                 | 蛍（内田彩）、氷柱（藤田咲）、星花（三森すずこ） | 「ぎゅっとBABY☆愛なんだBABY」                                                                            | OVA『Baby Princess 3Dぱらだいす0』オープニングテーマ                                   |
| 7月27日  | ぎゅっとBABY☆愛なんだBABY                                                                                                 | 蛍（内田彩）、氷柱（藤田咲）、星花（三森すずこ） | 「MELODY」                                                                                               | OVA『Baby Princess 3Dぱらだいす0』関連曲                                               |
| 7月27日  | 「WORKING!!」きゃらそん☆MENU3 伊波まひる starring 藤田咲                                                                  | 伊波まひる（藤田咲） | 「純情PUNCH」 「ワグナリア賛歌〜a day of 伊波まひる」                                                    | テレビアニメ『WORKING!!』関連曲                                                        |
| 10月5日  | ゆるゆりのうたシリーズ♪07 恋の罰金バッキンガム！                                                                          | 杉浦綾乃（藤田咲） | 「恋の罰金バッキンガム!」 「片想い授業中」                                                               | テレビアニメ『ゆるゆり』関連曲                                                         |
| 11月2日  | WORKING'!! BD・DVD第1巻特典CD COOLISH WALK                                                                                | 種島ぽぷら（阿澄佳奈）、伊波まひる（藤田咲）、轟八千代（喜多村英梨） | 「COOLISH WALK」                                                                                         | テレビアニメ『WORKING'!!』オープニングテーマ                                           |
| 2012年   | | | |                                                                                        |
| 3月14日  | 七森中♪りさいたる BD特典CD                                                                                                | 七森中☆ごらく部、七森中☆生徒会 | 「ゆりゆららららゆるゆり大事件」                                                                         | テレビアニメ『ゆるゆり』関連曲                                                         |
| 3月14日  | 七森中♪りさいたる BD特典CD                                                                                                | 七森中☆生徒会 | 「ゆりゆららららゆるゆり大事件」                                                                         | テレビアニメ『ゆるゆり』関連曲                                                         |
| 8月9日   | 夜桜四重奏 〜ヨザクラカルテット〜 コミックス第12巻限定版付属CD 桜新町シンフォニア 〜kid,TABUCHI&FRIENDS like quartet〜    | 七海アオ（藤田咲） | 「適材適所サテライター」                                                                                 | 漫画『夜桜四重奏 〜ヨザクラカルテット〜』関連曲                                        |
| 8月29日  | ゆるゆり♪♪みゅ〜じっく05 ない・ない・ナイアガラ！                                                                         | 杉浦綾乃（藤田咲） | 「ない・ない・ナイアガラ!」 「しましまモード☆」                                                          | テレビアニメ『ゆるゆり♪♪』関連曲                                                       |
| 9月19日  | ゆるゆり♪♪ Blu-ray/DVD vol.1 初回限定特典CD ゆるゆりでゅえっとそんぐ♪ Miracle Duet                                        | 歳納京子（大坪由佳）、杉浦綾乃（藤田咲） | 「Miracle Duet」                                                                                         | テレビアニメ『ゆるゆり♪♪』関連曲                                                       |
| 10月17日 | ゆるゆり♪♪ BD・DVD第2巻特典CD ごらく部ばっかりずーるーいーっ!!                                                            | 七森中☆生徒会！ | 「いぇす!ゆゆゆ☆ゆるゆり♪♪（生徒会ver.）」                                                               | テレビアニメ『ゆるゆり♪♪』関連曲                                                       |
| 11月21日 | ゆるゆり♪♪ BD・DVD第3巻特典CD ウチらも歌いたいなぁ、綾乃ちゃん?                                                           | 七森中☆生徒会！ | 「100%ちゅ〜学生（生徒会ver.）」                                                                         | テレビアニメ『ゆるゆり♪♪』関連曲                                                       |
| 2013年   | | | |                                                                                        |
| 1月16日  | ゆるゆり♪♪ BD・DVD第5巻特典CD 七森中♪うたがっせんの感動をもう1度!                                                         | 赤座あかり（三上枝織）、歳納京子（大坪由佳）、船見結衣（津田美波）、吉川ちなつ（大久保瑠美）、杉浦綾乃（藤田咲）、大室櫻子（加藤英美里）、古谷向日葵（三森すずこ）、ミラクるん（竹達彩奈）、池田千鶴（倉口桃） | 「『マイペースでいきましょう』豪華版」                                                                   | テレビアニメ『ゆるゆり♪♪』関連曲                                                       |
| 2月6日   | ゆるゆりのうた♪あるばむ2「はいっ！テ・ウ・ガ♪〜High Tension Ultra girls〜」                                               | ゆるゆり★ライブすたぁ〜ず！ | 「え〜る♪-ゆるゆり★ライブすたぁ〜ず!バージョン-」                                                        | テレビアニメ『ゆるゆり♪♪』関連曲                                                       |
| 9月18日  | 君のいる町 キャラクターソングアルバム アンサーソングス                                                                    | 枝葉懍（藤田咲） | 「君にサプライズ」                                                                                       | テレビアニメ『君のいる町』関連曲                                                       |
| 11月27日 | 夜桜四重奏 キャラクターソングベスト&オリジナルサウンドトラック 桜新町の鳴らし方。                                         | 七海アオ（藤田咲） | 「適材適所サテライター」                                                                                 | テレビアニメ『夜桜四重奏 〜ヨザクラカルテット〜』関連曲                                |
| 11月27日 | 夜桜四重奏 キャラクターソングベスト&オリジナルサウンドトラック 桜新町の鳴らし方。                                         | 槍桜ヒメ（福圓美里）、七海アオ（藤田咲）、五十音ことは（沢城みゆき） | 「かしましかしまっ!」                                                                                    | テレビアニメ『夜桜四重奏 〜ヨザクラカルテット〜』関連曲                                |
| 11月27日 | 夜桜四重奏 キャラクターソングベスト&オリジナルサウンドトラック 桜新町の鳴らし方。                                         | 槍桜ヒメ（福圓美里）、比泉秋名（梶裕貴）、七海アオ（藤田咲）、五十音ことは（沢城みゆき）、岸恭助（小野大輔）、岸桃華（戸松遥）、V・じゅり・F（大久保藍子）、V・りら・F（茅野愛衣）                             | 「またねとまたね」                                                                                       | テレビアニメ『夜桜四重奏 〜ヨザクラカルテット〜』関連曲                                |
| 2014年   | | | |                                                                                        |
| 4月4日   | 蒼き鋼のアルペジオ -アルス・ノヴァ- BD・DVD第4巻特典CD                                                                    | ヒュウガ（藤田咲） | 「Miracle」                                                                                              | テレビアニメ『蒼き鋼のアルペジオ -アルス・ノヴァ-』関連曲                              |
| 4月9日   | SAKURA♪SONG ALBUM SAKURA*SAKU -桜*作-                                                                                     | SAKURA*TRICK | 「桜Sweet Kiss」                                                                                         | テレビアニメ『桜Trick』エンディングテーマ                                              |
| 4月16日  | 未確認で進行形 DVD & Blu-ray Vol.2 音声特典 キャラクターソングCD                                                          | ひばり高校生徒会 | 「ウェルカム！生徒会」                                                                                   | テレビアニメ『未確認で進行形』関連曲                                                   |
| 5月14日  | 未確認で進行形 DVD & Blu-ray Vol.3 音声特典 キャラクターソングCD                                                          | ひばり高校ひみつ組 | 「無関係でも親交中」                                                                                     | テレビアニメ『未確認で進行形』関連曲                                                   |
| 8月25日  | 艦隊これくしょん -艦これ- 艦娘想歌【壱】KanColle Vocal Collection vol.1                                                   | 一航戦旗艦二代 | 「暁の水平線に」                                                                                         | ゲーム『艦隊これくしょん -艦これ-』関連曲                                              |
| 2015年   | | | |                                                                                        |
| 3月25日  | 艦娘乃歌 Vol.1 | 艦娘特別艦隊 | 「Let's not say "good-bye"」                                                                             | テレビアニメ『艦隊これくしょん -艦これ-』関連曲                                        |
| 4月15日  | 放課後のプレアデス Blu-ray YouTube版 特典CD                                                                               | すばる（高森奈津美）、あおい（大橋歩夕）、いつき（立野香菜子）、ひかる（牧野由依）、ななこ（藤田咲） | 「放課後のプレアデス」                                                                                   | Webアニメ『放課後のプレアデス』主題歌                                                  |
| 5月27日  | ここから、かなたから | fragments | 「ここから、かなたから」                                                                                 | テレビアニメ『放課後のプレアデス』エンディングテーマ                                   |
| 5月27日  | ここから、かなたから | fragments | 「Stella-rium 〜fragments cover〜」                                                                      | テレビアニメ『放課後のプレアデス』関連曲                                               |
| 5月27日  | ここから、かなたから | ななこ（藤田咲） | 「reminiscence」                                                                                         | テレビアニメ『放課後のプレアデス』関連曲                                               |
| 7月31日  | 暗殺教室 BD・DVD第5巻特典CD                                                                                               | 3年E組カバ担［律（藤田咲）］ | 「千本桜」                                                                                               | テレビアニメ『暗殺教室』関連曲                                                         |
| 8月12日  | WORKING!!! BD・DVD第1巻特典CD                                                                                             | 種島ぽぷら（阿澄佳奈）、伊波まひる（藤田咲）、轟八千代（喜多村英梨） | 「NOW!!!GAMBLE」                                                                                         | テレビアニメ『WORKING!!!』オープニングテーマ                                           |
| 9月16日  | 蒼き鋼のアルペジオ -アルス・ノヴァ- Blue Field キャラクターSongs Vol.2                                                    | タカオ（沼倉愛美）、ヒュウガ（藤田咲） | 「Ray of Hope」                                                                                          | アニメ『蒼き鋼のアルペジオ -アルス・ノヴァ-』関連曲                                    |
| 11月18日 | ゆるゆり なちゅやちゅみ!+ BD・DVD特典CD 私たちだって歌うわよ!                                                             | 七森中☆生徒会 | 「おひるねゆにばーす（七森中☆生徒会Ver.）」                                                              | テレビアニメ『ゆるゆり なちゅやちゅみ!+ +2』エンディングテーマ                         |
| 11月25日 | 晴♥星良『Aozora Shooting Star☆彡』                                                                                        | 各務晴（松井恵理子）、樋辻星良（藤田咲） | 「Aozora Shooting Star☆彡」                                                                              | 『りりくる』関連曲                                                                     |
| 12月2日  | ゆるゆり うた♪ソロ!05 そわそわ!?ワンスモア                                                                                | 杉浦綾乃（藤田咲） | 「そわそわ!?ワンスモア」 「ぷりんアラモード」                                                            | テレビアニメ『ゆるゆり さん☆ハイ!』関連曲                                              |
| 2016年   | | | |                                                                                        |
| 1月20日  | ゆるゆり さん☆ハイ! BD・DVD第2巻特典CD 生徒会だってうたってみたいー!                                                      | 七森中☆生徒会 | 「ちょちょちょ!ゆるゆり☆かぷりっちょ!!!（七森中☆生徒会Ver.）」                                           | テレビアニメ『ゆるゆり さん☆ハイ!』関連曲                                              |
| 2月17日  | ゆるゆり さん☆ハイ! BD・DVD第3巻特典CD わたしたちだって負けていられませんわ!                                              | 七森中☆生徒会 | 「あっちゅ〜ま青春!（七森中☆生徒会Ver.）」                                                               | テレビアニメ『ゆるゆり さん☆ハイ!』関連曲                                              |
| 3月16日  | ゆるゆり さん☆ハイ! BD・DVD第4巻特典CD 千歳、いつもありがと／ありがとう、綾乃ちゃん                                       | 杉浦綾乃（藤田咲）、池田千歳（豊崎愛生） | 「ふたりスタイル」                                                                                       | テレビアニメ『ゆるゆり さん☆ハイ!』関連曲                                              |
| 5月18日  | ゆるゆり さん☆ハイ! BD・DVD第6巻特典CD みんなでうたおう!                                                                  | 七森中☆らいぶすたぁ〜ず | 「おひるねゆにばーす（らいぶすたぁ〜ず ver.）」 「あっちゅ〜ま青春!（えんでぃんぐ♪ぱふぉ〜まんすver.）」 | テレビアニメ『ゆるゆり さん☆ハイ!』関連曲                                              |
| 9月28日  | 暗殺教室 ベストアルバム ～Music Memories～                                                                                | 3年E組 | 「旅立ちのうた」                                                                                         | テレビアニメ『暗殺教室』挿入歌                                                         |
| 2017年   | | | |                                                                                        |
| 4月26日  | 「キラキラ☆プリキュアアラモード」キャラクターソングシングル sweet etude 4 キュアマカロン（CV:藤田咲）「CAT MEETS SWEETS」 | キュアマカロン（藤田咲） | 「CAT MEETS SWEETS」                                                                                     | テレビアニメ『キラキラ☆プリキュアアラモード』挿入歌                                    |
| 4月26日  | 「キラキラ☆プリキュアアラモード」キャラクターソングシングル sweet etude 4 キュアマカロン（CV:藤田咲）「CAT MEETS SWEETS」 | キュアマカロン（藤田咲） | 「レッツ・ラ・クッキン☆ショータイム〜キュアマカロン・バージョン〜」                                      | テレビアニメ『キラキラ☆プリキュアアラモード』関連曲                                    |
| 7月26日  | キラキラ☆プリキュアアラモード ボーカルアルバム キュアラモード☆アラカルト                                                  | 琴爪ゆかり（藤田咲）&剣城あきら（森なな子） | 「愛とときめきのマカロナージュ」                                                                         | テレビアニメ『キラキラ☆プリキュアアラモード』関連曲                                    |
| 7月26日  | キラキラ☆プリキュアアラモード ボーカルアルバム キュアラモード☆アラカルト                                                  | キュアホイップ（美山加恋）、キュアカスタード（福原遥）、キュアジェラート（村中知）、キュアマカロン（藤田咲）、キュアショコラ（森なな子）、キュアパルフェ（水瀬いのり）                                         | 「レッツ・ラ・クッキン☆ショータイム 〜キラキラ☆パティスリー・バージョン〜」                              | テレビアニメ『キラキラ☆プリキュアアラモード』関連曲                                    |
| 6月21日  | ガールフレンド（仮） キャラクターソングシリーズ Vol.06                                                                    | 押井知（藤田咲） | 「トラブル◎ボタン」                                                                                      | テレビアニメ『ガールフレンド（仮）』関連曲                                             |
| 10月25日 | トレビアンサンブル!!/メモワール・ミルフィーユ                                                                             | キュアホイップ（美山加恋）、キュアカスタード（福原遥）、キュアジェラート（村中知）、キュアマカロン（藤田咲）、キュアショコラ（森なな子）、キュアパルフェ（水瀬いのり）                                         | 「メモワール・ミルフィーユ」                                                                             | 劇場アニメ『映画 キラキラ☆プリキュアアラモード パリッと!想い出のミルフィーユ!』挿入歌  |
| 11月29日 | キラキラ☆プリキュアアラモード ボーカルアルバム2 苺坂物語                                                                  | ゆかり猫（藤田咲） | 「パープルテイルは知っている」                                                                           | テレビアニメ『キラキラ☆プリキュアアラモード』関連曲                                    |
| 2018年   | | | |                                                                                        |
| 4月25日  | ころころここたま!〜なかなかなかよしバージョン〜／いこうよ!ここたま界!!                                                    | ラキたま（潘めぐみ）、メロリー（豊崎愛生）、カンナ（藤田咲） | 「いこうよ!ここたま界!!」                                                                                | テレビアニメ『かみさまみならい ヒミツのここたま』エンディングテーマ                    |
| 5月31日  | 艦隊これくしょん -艦これ- 艦娘想歌【伍】月夜海                                                                            | 秋刀魚祭り四人衆 | 「月夜海」                                                                                               | ゲーム『艦隊これくしょん -艦これ-』関連曲                                              |
| 5月31日  | 艦隊これくしょん -艦これ- 艦娘想歌【伍】月夜海                                                                            | 駆逐艦 涼月（藤田咲） | 「月夜海『涼月』mode」                                                                                   | ゲーム『艦隊これくしょん -艦これ-』関連曲                                              |
| 2021年   | | | |                                                                                        |
| 2月17日  | ユーイーガールズソングコレクション                                                                                        | しずく（藤田咲） | 「水たまりのうた」                                                                                       | パチスロ『ときめき100%』関連曲                                                         |
| 7月21日  | YURUYURI GORAKUBU&SEITOKAI BEST ALBUM SPECIAL EDITION                                                                     | 七森中☆生徒会 | 「ゆりゆららららゆるゆり大事件-10周年 生徒会Ver.-」                                                      | 『ゆるゆり』関連曲                                                                     |
| 2024年   | | | |                                                                                        |
| 8月28日  | シカ色デイズ / シカせんべいのうた                                                                                         | シカ部 | 「シカ色デイズ」                                                                                         | テレビアニメ『しかのこのこのここしたんたん』オープニングテーマ                         |
| 8月28日  | シカ色デイズ / シカせんべいのうた                                                                                         | 鹿乃子のこ（潘めぐみ）、虎視虎子（藤田咲） | 「シカせんべいのうた」                                                                                   | テレビアニメ『しかのこのこのここしたんたん』エンディングテーマ                         |

### その他参加楽曲
| 発売日         | 商品名                                              | 歌                   | 楽曲                                                                                                   | 備考                                                           |
| -------------- | --------------------------------------------------- | -------------------- | --- | -------------------------------------------------------------- |
| 2008年7月25日  | 藤田咲のFormula Smile 〜はじめての番組ソング&遠足〜 | 藤田咲               | 「Smiley Glory」                                                                                       | ラジオ『藤田咲のFormula Smile』オープニングテーマ              |
| 2008年7月25日  | 藤田咲のFormula Smile 〜はじめての番組ソング&遠足〜 | 藤田咲               | 「だんぜん！宇宙人」                                                                                   | ラジオ『藤田咲のFormula Smile』エンディングテーマ              |
| 2018年10月19日 | 叶歌                                                | Saki X Jun（藤田咲） | 「契り歌」 「ユメクリセカイ」 「crack」 「ハッピーシンセサイザ」 「メランコリック」 「三日月ライダー」 |                                                                |
| 2025年1月22日  | 白い雪のプリンセスは - from CrosSing                | 藤田咲               | 「白い雪のプリンセスは」                                                                               | 初音ミクのカバー。カバーソングプロジェクト「CrosSing」関連曲。 |

### 作詞
自身
- Crystal Quartz
- そんな陽だまりの中で

提供
- 下田麻美「Link!」（2013年）
- 堀江由衣「キミイロ」（2019年）